# Карско евангелие
Карското евангелие (на арменски: Կարսի ավետարաճ) е богато илюстриран средновековен арменски ръкопис. Създаден е около средата на 11 век по поръчка на Карския цар Гагик. Представлява четвероевангелие, силно повредено и с голям брой изцяло или частично изрязани миниатюри. Точните сведения за времето и мястото на неговото създаване не са се запазили, не съществуват и данните за книгописеца и миниатюриста. Ръкописът се съхранява в библиотеката на арменския манастир Св. Яков в Йерусалим (№ 2556).

## История
Първоначалният колофон на ръкописа е скъсан и в остатъка от него липсват данните за времето и мястото на създаването на Карското евангелие. Запазена е само частта, в която се споменава царят Гагик, по чиято поръчка е изработен ръкописът. Анализът на историческите събития, свързани с Карското царство и живота на царя Гагик позволява да се определят приблизителното време и местоположението на скриптория, свързани с написването и илюстрирането на евангелието.
Приема се, че ръкописът е създаден в Армения в периода между 1029 и 1064 г., т.е. по време на царстването на Гагик в Карс. Някои видни византолози (С. Дер Нерсесян, Татяна Измайлова) стесняват този времеви интервал. Те отбелязват, че Гагик се споменава в колофона на ръкописа като „шахиншах“ и за началната година на периода предлагат 1045-а, когато той наследява древната иранска титла след абдикирането на Анийския цар от рода на Багратидите, Гагик II. Като край на периода се разглежда 1054 г., в която Карс е нападнат и разграбен от селджуците. Друга последна година на времевия интервал може да бъде 1064-та, когато Гагик, принуден от селджукската експансия, приема предложението на Византия за размяна на териториите, напуска Карс и се заселва в Кападокия. Предполага се, че майсторите на Карския скрипторий се местят заедно с царя в крепостта Тсамандос (Tsamandos/Kouchkalesi, днес Мелик Гази) и не се изключва вероятността ръкописът да е създаден във Византия след 1064 г.
Според някои изследователи Карското евангелие до края на 13 век се намира в Киликийското царство, а след това е пренесено в Йерусалим.

## Описание
Ръкописът е четвероевангелие с размери 46х35 cm, изработен е от велен, съдържа 481 листа. Текстът е написан с шрифт еркатагир (арменски унциал) в две колони, всяка с по 15 реда. Ръкописът е силно увреден. В първоначалния си вид живописната украса на евангелието включва 10 таблици на Евсевий, послание на Евсевий до Карпиан, портрети на евангелистите, титулни страници и многобройни тематични миниатюри, включени в полето около текста и съответстващи на неговото съдържание. Всяка една от страниците е украсена с маргиналии, разделите на текста се обособяват чрез палмети и стилизовани животни, разнообразени са символическите изображения в хораните.
Евангелският цикъл е много голям, което е рядко явление в арменската книжна традиция. Изследователите наброяват различен брой тематични миниатюри – от 227 до 170. Те са с размер от около една трета от площта на листа, хармонично се съчетават с текстовата част, някои са оградени с правоъгълни рамки.
При сегашното състояние на ръкописа липсват 4 таблици с „Каноните на съгласие“, запазените пълноценни миниатюри са девет, седем са с отрязана част. Смята се, че повредите на ръкописа, когато голям брой от миниатюрите са изцяло изрязани и изгубени, са нанесени преди 1703/1704 г. Характерът на самото изрязване следва определена логика. На запазените фрагменти се вижда, че премахната е само фигурата на Христос, а изображенията на останалите персонажи са оставени. От друга страна миниатюрите, оставени непокътнати, са или в лошо състояние, или не съдържат образа на Христос. Известният византолог Томас Матюс (Thomas F. Mathews) предлага хипотезата, според която повреждането на евангелието не е дело на фанатичен вандал, а на благочестив, макар и заблуден християнин, който избирал хубавите изображения на Христос. Крайното време на това осакатяване на ръкописа се оценява според неговото последното подвързване, когато се включват хартиените листа с липсващия поради кражбата на сюжетните миниатюри текст. Възможно е ценните изображения да са подарявани като знак на признателност на дарителите на Арменската патриаршия, която през 17-и и 18 век изпитва големи финансови трудности под тежкото османско данъчно облагане. Съдбата на нито една от липсващите миниатюри не е известна, но не се изключва вероятността те да са подвързани заедно и да се пазят.
Общоприето е да се смята, че всяко едно от четирите евангелия е включвало портрет на царското семейство. Ръкописът днес съдържа един такъв портрет, но неговата принадлежност към първоначалната версия на евангелието се подлага на съмнение. Миниатюрата е включена в Карския ръкопис от 1911 г. и се предполага, че първоначално е била част от друго, с подобно високо качество, но не съществуващо вече евангелие на Гагик. Това мнение се основава върху начина на изписването на колофона на обратната страна на миниатюрата, различен от това на другите колофони на Карското евангелие.

## Миниатюри
Стилът и иконографията на миниатюрите – с изключение на портрета на царското семейство – са тясно свързани с византийската художествена традиция. От друга страна, оформянето на хораните и титулните листа носи белезите на ориенталския вкус с характерните за него богатство и наситеност на декоративните елементи, а на някои места и имитации на арабските надписи. Посланието на Евсевий до Карпиан, таблиците на „Каноните на съгласие“ и заставките към евангелските текстове са с начални редове, изписани със злато. Инициалите са относително семпли, но са издължени по цялата страница. Титулните листа включват в своята цветова палитра злато. Колоните на хораните са стройни с коринтски капители с разположени отстрани птици, около базите са с изрисувани едри растителни мотиви. Карското евангелие е най-ранното, което има хорани с правоъгълни арки. Заставките са плътно запълнени с византийски орнамент от цветя и наподобяват богат източен килим. Специфичен е колоритът на миниатюрите – не се използват изтънчени цветни или тонални съчетания, преобладават контрасти.
Миниатюрите с портретите на евангелистите изцяло липсват. Тематичните миниатюри освен празничния цикъл представят голяма поредица от евангелските епизоди: изкушенията на Христос, „Проповед на планината“, „Христово явление пред учениците“, „Изцелението на разслабения“, „Христос и богат юноша“, „Христос пред Пилат“, „Поругаване Христово“ и др. Миниатюрите „Тайната вечеря“, „Поругаване Христово“, „Първото изкушение на Христос“ са с изрязаната фигура на Христос. Характерното за фигурите на Карското евангелие, че са лишени от монументалност, присъща на другите ръкописи от този период – те са леки, пластични, високи и тънки. Композициите на миниатюрите са симетрични, персонажите са в живописни одеяния, представени са в различни ракурси.
Като цяло, в контекста на арменското изскуство Карското евангелие демонстрира византийското влияние. В рамките на византийската традиция, то отразява източните тенденции и се отнася към провинциалните паметници на книжната миниатюра.

### Миниатюра с царското семейство
Най-известната миниатюра на Карското евангелие е портретът на царското семейство, който често се споменава като портрет на царя Гагик. Листът е включен в евангелието през 1911 г., не е цял и е с повредена повърхност. Томас Матью в своите изследвания подробно се спира на тази картина, като я нарича портрет на Марем, а не на Гагик. Той отбелязва подреждането на персонажите – от ляво надясно са царят Гагик, неговата дъщеря Марем и царицата Горандухт. Централното място на Марем означава, че главната роля в сюжета е нейна. Принцесата носи на раменете си бродирани ленти „тираз“, което подчертава нейния сан на владетелка. Миниатюрата е един вид живописно завещание – Марем е въздигната в центъра на лъвския трон като бъдещата наследница на Гагик.
По отношение на художествения стил портретът се различава от другите миниатюри и притежава силно изразен източен елемент. Персонажите са седнали върху килим с подвити крака, облечени са в одеяния с характерни сасанидски орнаменти, украсени с медальони със зверове и птици. Същите медальони украсяват и килима. Образите са фронтални и статични.
Колофонът от обратната страна на миниатюрата се отличава от останалите колофони на евангелието със своя стил и шрифт. Според Матюс миниатюрата е част от друг ръкопис, който е принадлежал на принцесата Марем и не е оцелял. Предполага се, че е създаден след селджукското нападение през 1057 г., когато Гагик в ситуация на опасност и несигурност се замисля за наследник, но преди окончателното му напускане на Карс през 1065 г. Откъсът с портрета на царското семейство вероятно е останка от голям и богато илюстриран ръкопис с размери и ниво на живописната украса, близки до тези на Карското евангелие. Повторното използване на откъснатите ценни листове и включването им в други евангелия е било обичайно за арменска книжна традиция. Белезите от подвързането и следата от прегъването върху листа сочат, че преди да попадне в Карското евангелие миниатюрата с портрета на царското семейство е била в книга с по-малък размер от около 16х24 cm.